# 中部区 (喀麦隆)
中部区（英語：Centre Region）是喀麥隆中部的一個区，薩納加河在中間流過。面積68,926平方公里，2004年人口2,501,229人。首府雅溫得也是該國的首都。下分10縣。它北临阿达马瓦省，南临南部区，东临东部区，西临濱海區和西部区。它是喀麦隆面积第二大的省份。
区府雅温得位于省的中心，吸引了许多农村的人到那里去生活工作。中部区的城市是喀麦隆重要的工业中心，尤其是木材工业的中心。农业是中部区的另一个重要经济因素，这里最重要的产物有经济作物和可可豆。在区府和农庄外大多居民是自給農民。

## 2008年废除省份
2008年喀麦隆总统保罗·比亚发布命令废弃所有“省”，把它们改为“地区”，因此喀麦隆的10个省现在被称为地区。

## 地理

### 地质
中部区的岩石主要是前寒武纪堆积下来的变质岩如片麻岩、云母、混合岩和片岩。从北纬4度开始以花岗岩为主。沿与南部区的边境的斷層主要堆积有变质片岩和石英，以及一些花岗岩。由于晶体岩石堆积导致的红土也很常见。
中部区的土壤主要是红色的铁质土壤，大多数林地和草原都是这样的土壤。尽管这些土壤有10米厚，它们参杂有二氧化硅，因此渗水，使得它们对农业来说不很适宜。但是它们可以被用做建筑材料。省内的传统房屋是用红色的、使用阳光晒干的泥砖建造的。在省的北部土壤逐渐由沉积形成。在薩納加河和姆巴姆河汇流的地方土壤是多种土壤种类的混合。

### 水域
薩納加河是中部区最重要的河流。它在省内有许多瀑布和险滩，使得它成为一个重要的水电来源。它也为农业供水，在雨季它容易发大水。它部分段落可以行船。
薩納加河是由中部区的多个支流汇合形成的。
所有中部区的河流都注入大西洋。
中部区的电力需求主要是通过周边省份的水电提供的。
中部区的大多数湖泊是人工的。它们大多是在殖民时期开造的，目的是进行水上运动。

### 地形
中部区完全位于南喀麦隆高原上，其高度在海拔500至1000米之间，只有萨纳加河及其支流的河谷可能低到200米。整个地形从西南的沿海平原逐渐升高，在与阿達馬瓦高原连接的地方有谷地和花岗岩的山脉。整个高原上最典型的是丘陵状的林地，其中最高的有没有树木的岩石山峰。中部区的最高点海拔1295米。

### 气候
中部区完全位于赤道带，因此它的湿度高，降雨量大，每年平均降雨量为1000至2000毫米。最东部降雨量最高，向北逐渐降低。气温很稳定，除西北部外所有地方平均24摄氏度，西北的平均温度为23度。
中部区有赤道性的季节，不断在雨季和旱季之间交替。长旱季是一年的开始，从12月到5月。此后从5月到6月有一短暂的雨季。从7月到10月为短旱季。从10月到11月为长雨季。在北纬5度以北的地方旱季可以长达四个月。

### 动植物
除河谷和北部边缘外中部区有很多森林。在河谷和北部则主要是草原或者有小群树木的草原。
过去这里的森林还要密集，但是由于采伐珍贵的木材把森林的密度降低了，促进了下层植物的生长。这也逐渐使得草原向南扩展。今天中部区仅有很少原始森林保留下来。

## 居民

### 居民点结构
中部区的人口上百万，是喀麦隆人口比较密集的省份之一。这里曾经是人的定居中心，他们在这里生活了一百多年了。但是由于殖民时期喀麦隆的政府被迁到这里，因此中部区有许多迁移来的人。雅温得的形成导致中部区建造了大量维护良好的公路系统，这又导致了当地的发展和兴旺。这里发展的另一个因素是许多农庄的存在，尤其是可可中心和姆邦乔克附近的甘蔗农庄。这些农庄吸引了数千迁移来的农工，其中大部分来自西部区和濱海省。作为一个重要的教育和管理中心雅温得也吸引了许多教育水平很高的移民。
中部区的大部分居民住在雅温得（110万人），或者沿公路以及在其它大的城镇里。在大公路远处人口密度逐渐下降。少数偏远的居民点如楠加埃博科也有大量人口。
中部区的居民点传统地沿公路建造，导致沿公路又大量房子，在房子的背后就是森林。传统建筑是用泥砖和细木棍建造的长方形建筑。屋顶有些是用搭在一起的酒椰棕榈的叶子组成的，更多则今天是用铝、铁或者锡板搭的。

### 民族

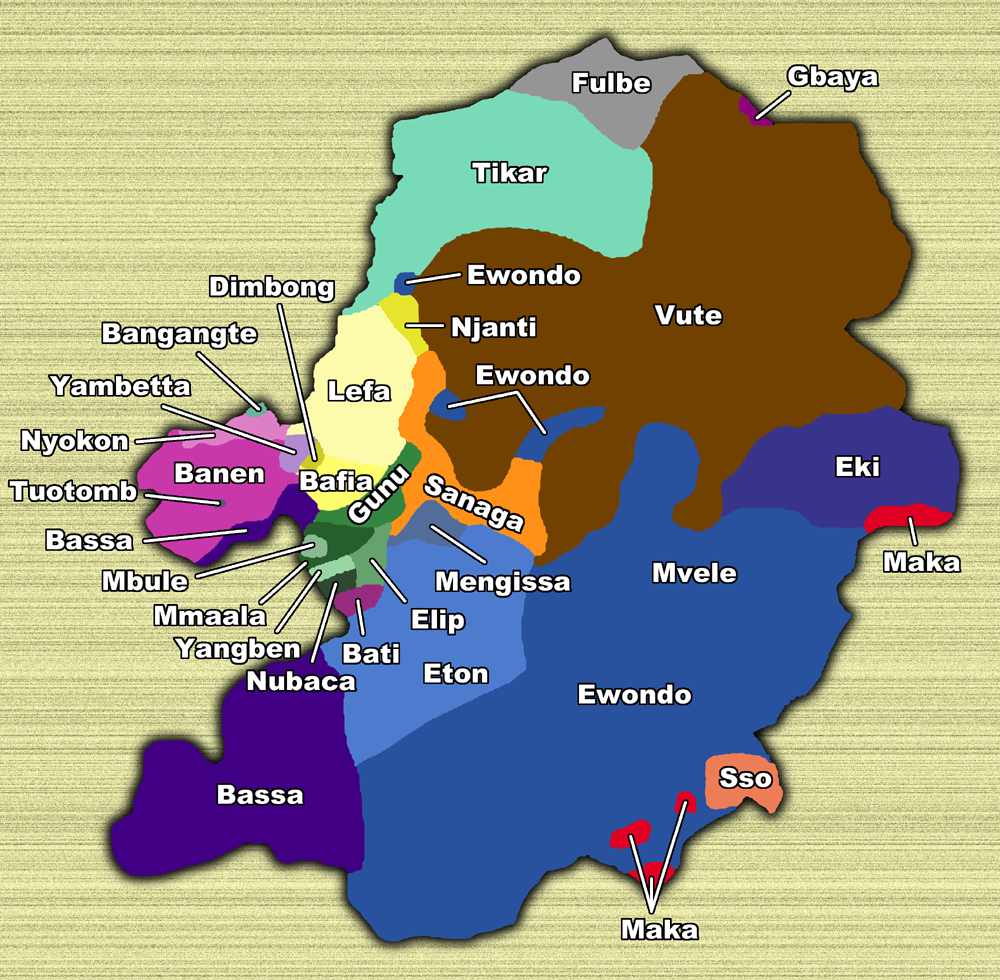
中部区不同民族的居住区

中部区是说班图语族语言的人最重要的中心之一。这些人使用共同的语言，有类似的习俗。他们又分住在中部区的和住在南部区的和族。

#### 族
族由一些小人群组成。住在中部区人口密度最高的地区，包括雅温得和姆邦乔克等。这个部落又分和两个分部。大多数住在南部区，但是也在中部区有分布。和住在雅温得以东。、和的总部在雅温得东北，包括奥巴拉等。的地区从雅温得东伸展到姆邦乔克的农庄中心。则分布在楠加埃博科等地。
除此之外中部区还有一些部落虽然不真正属于，但是目前正在被同化到这个族中去。

#### 其它族
在滨海省的边境上有一些相互关联的人群居住，他们一般被统称为族。他们也包含一些最近被同化的部落。
提卡耳人虽然主要生活在西北省，但是在中部区西北与西部区交界的地方也有分布。
在滨海省的边境上还有大量族人。他们主要居住在比较偏远的小村庄里。
族也说班图语言，他们的居住地和族基本吻合。
中部区还有一些其它小的部落和族。
虽然大多数这些族都有他们不同的语言，但是大多数中部区的人说法语。

### 宗教
在德国和法国殖民统治时期传教士渗透整个省，因此大多数当地的居民都至少名义上信奉基督教。其中最主要的教派是長老宗和天主教。但是尤其在大多数农村地区传统的泛靈論和基督教同时存在。

## 经济
中部区是喀麦隆经济最强的地区之一，主要因为国家首都在这里。只有滨海省、南部区和西南省的经济比它强。许多国际组织如中非国家银行的总部在雅温得。

### 农业

#### 自给农民
中部区大多数农民主要种植大蕉（在雅温得以南普遍）、芋和薯蓣（在雅温得以西和西北普遍）。在萨纳加河谷普遍种植稻和薯蓣。花生、玉米和其它粮食在省北部不那么潮湿的地方普及。木薯到处都有种植。
自给农民首先清理一小块森林，他们在旱季使用传统工具如斧头和镰刀清楚树木，把剩下的灌木烧掉。不过他们注意保护生产可食果实的树木如芒果、杏和梨。但是有时也会造成火焰失控。在下过第一场雨后他们播种：在房子的附近种调料和蔬菜，在远处种大蕉和芋。村民传统把他们的地并到一起来保护野兽侵食。在旱季他们收获。
这样刀耕火种的方法只适合于偏远地区小村庄的需求。这种方法使得土地很快丧失其营养，每两三年需要换地。此后这片地需要十年的时间来恢复其营养。假如人口密度低的话这样做没有问题。但是作为喀麦隆人口密度最高的地区之一近年来土地失去营养成为中部区越来越大的问题。为了克服这个问题喀麦隆农业部在大城市如雅温得周边设立了农业区来种植香蕉、芋、大蕉和其它作物。

#### 农场
由于其炎热和潮湿的气候以及良好的基础建设中部区是喀麦隆最重要的经济作物产地之一。最重要的作物是可可。雅温得外有最大的农场。楠加埃博科附近的萨纳加河谷也是重要可可中心。一些这些农场是农民自己所有。
中部区姆邦乔克的甘蔗农场是喀麦隆唯一的甘蔗农场。其中最大的面积40平方公里。有些甘蔗农场是农民自己拥有的。
剩下的农场种植其它不同的作物。萨纳加河谷边有种稻的农场。东部森林中有种咖啡的。萨纳加河以北有种烟草的。萨纳加下游有种榨取棕櫚油和棕榈子的棕榈农场。姆邦乔克有商业种植菠萝的农场。

#### 畜牧业
畜牧业是另一个重要的经济因素。雅温得是喀麦隆其它地区的重要牛市场。姆邦乔克有家牛场。雅温得等第有大的家禽场，提供鸡肉和蛋。绵羊、山羊、家猪在所有地方都有养殖。
在农村地区有一定程度的狩猎，但是由于森林逐渐被开采以及火器使得猎物和它们的居住区减少因此这种活动越来越少。在雅温得和其它大城市里来自东部区和南部区的野味卖价很高。

### 工业
由于中部区有大量种植面积因此它也有相当大的食品加工工业。比如喀麦隆制糖公司有一座大工厂提供喀麦隆80%的糖产量。喀麦隆可可公司在雅温得生产可可脂。喀麦隆啤酒股份有限公司在雅温得生产啤酒和軟性飲料。在楠加埃博科等地有其它食品加工厂。
由于中部区位于从南部区和东部区来的林木运输的交通要道上它也有相当规模的木材加工工业。在雅温得等城市有踞木厂。其它特殊工厂制造木材结构、薄片、家具和建筑。
雅温得强烈的移民数量使得建筑工业发展迅速。近年来制砖以及建造公寓楼和办公楼数量剧增。来自首都附近的石料是非常受欢迎的建筑材料。
工艺美术也是经济的一个重要部门。雅温得的合作企业主要为旅游业生产，而楠加埃博科则以其高度花饰的陶瓷著称。
中部区还有一些其它工业，如制烟、纺织业、棉花加工。雅温得也是一个工厂生产中心。除此之外省内还开采金红石。

### 交通
中部区是喀麦隆的十字路口，因此有许多交通通过它。大多数城市之间的路是柏油路，这些路大多数通往雅温得。雅温得也是中部区的运输和货运中心，在一定程度上是整个喀麦隆的运输中心。
1号国道从雅温得通往極北省的库塞里。2号国道从首都向南通往阿姆巴姆然后继续进入加蓬和赤道几内亚。3号国道是喀麦隆交通最频繁也是最危险的道路从雅温得通往杜阿拉。4号国道向西北通往西部区的巴富萨姆。9号国道是少数不通过首都的国道，从姆邦乔克通往南部区的城市桑梅利马、朱姆和明托姆。10号国道从雅温得向东最后通往东部区。
中部区也是铁路、航空和水运的交通枢纽。从雅温得有向北通往杜阿拉和恩冈代雷的铁路。雅温得有一国际机场，省内其它城市有机场。在雨季一些河流可以行船。

### 旅游业
许多外国游客至少到达雅温得。大多数这些游客是因为商业或者政府原因来的，因此并不是真正来旅游的。雅温得有许多旅店来接待商务和外交来宾。这里也有一些人工湖泊提供体育和游泳使用。喀麦隆大多数古蹟和博物馆位于其首都。
省内一些传统酋长的建筑物可以供参观。

## 行政和社会条件
喀麦隆总统的官邸在雅温得，不过目前总统保罗·比亚大多数时间在其它地方度过。由于他的政府内和国有企业里许多人属于族，因此他在中部区获得很大的政治支持。

### 政府
中部区分十个区。

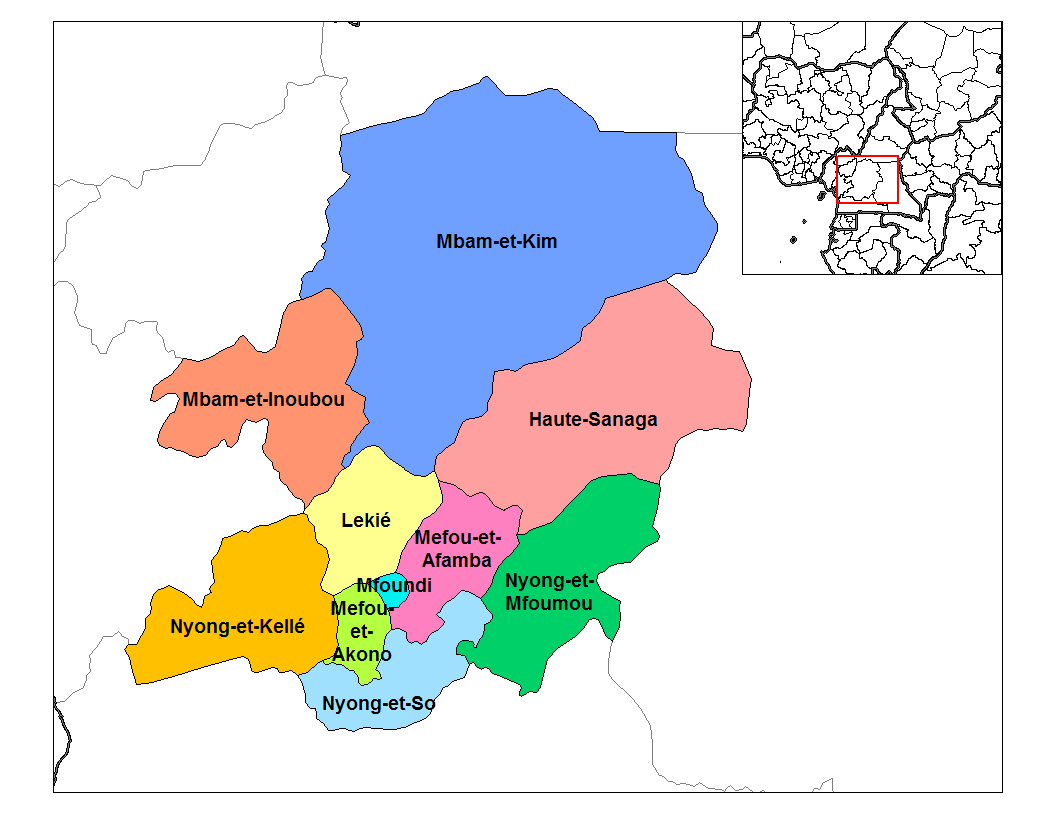
中部区的区

每个区的区长都是总统任命的。中部区省长也是总统任命的，他的官邸也在雅温得。

#### 传统政治结构
中部区的一些本地人部落在殖民时期前至少有一定程度的政治组织。但是大多数族没有这个传统。传统地它们是由一个父系领导的由有血缘关系的家庭组成的部落。今天依然有部落长老，不过今天这个地位主要是荣誉性的。
提卡耳人则有很强的政治传统。每个提卡耳部落都有一个酋长，他是行政、宗教和仪式事物的首领。在他手下有不同的规则处理各自领地里的行政事务。
的一些部落里有一名酋长，这样的人很少，但是他们拥有绝对的权力。大多数族只是松散的家庭群体。

### 教育
中部区是喀麦隆的知识中心。雅温得大学是喀麦隆最大和最重要的大学生。雅温得也吸引了许多教育比较高的移民，因为政府和不同总部在这里的国际组织提供了就职的可能性。
对于中部区的大部分居民来说小学和中学也很普及。即使在许多小村庄里也有小学校。中学没有这么普及，但是因为当地交通网很好，学生能够到大城市里去上学。不过这需要他们住在亲戚家里或者租房子。房租和学费使得许多学生无法追求高等的教育。另外由于中部区人口密度比较高，许多学校的教师太少，学生太多。

### 卫生
尤其在雅温得和大城市里中部区有许多医院。尤其在大多数农村地区传统医学依然很普及。
与喀麦隆其它地区一样卫生状况是一个大问题。在农村地区没有自来水，因此饮水必须从被污染的河流和沼泽地里吸取。城市地区，尤其是雅温得，有它们自己的问题，因为这里人口增长的速度超过卫生设施改进的速度。因此流行病经常爆发。大量的降雨和排水设施不足导致首都成为携带疟疾的蚊子繁殖的好地方。

### 文化生活
喀麦隆大多数博物馆位于雅温得，其中最大的是喀麦隆艺术博物馆，它收集了大量浮雕、青铜塑像和传统面具。这也是唯一一个同时针对英语和法语来访者的博物馆。喀麦隆国家博物馆位于过去法国总督的大厦里，提供艺术和文化展览。
中部区是庇库兹舞蹈和音乐的诞生地。族发明了这个风格，今天它和马库萨竞争喀麦隆最受欢迎的舞蹈和音乐风格的地位。

## 历史

### 早期人口迁徙
在巴菲亚、雅温得等地发现的古代工具证明在史前时代今天的中部区地区就已经有人居住了。就今天住在喀麦隆的族来说，在过去这里森林更加茂密的时候俾格米人巴卡族可能就已经住在这里了。相对而言今天这里的主要居民是后来比较新迁移来的。
根据一个理论今天中部区的大多数地区过去是族的地方。族在17或18世纪前从萨纳加河朝西南方向进入这个地区。另一个理论认为他们过去住在更西部的地方，但是在18世纪里他们本来居住的滨海地区被族占据了。与此同时族、族和族到达了他们今天居住的地方，阻止了族继续向西南扩展。
19世纪许多人从北部逃避富拉尼人的侵袭逃到中部区的地方。可能今天住在中部区西北的族是那个时候到达的。族从阿達馬瓦高原南部进入今天的中部区。他们的传说说他们是分三群南下的，每群由一个亲王带领。当德国人到这里来殖民的时候他们还继续在向南迁移，最后德国人把他们阻挡下来了。
族也是这个时候进入中部区的。他们分三波从东北方向进入，他们原来的地方是萨纳加河以南。他们也是受到北部民族的压力南迁的。他们占领了中部区并开始同化当地的人。由于他们有同类相食的声誉因此这可能帮助了他们的占领过程。假如过去是从东部迁入的，那么他们是在这个时候被迫迁往滨海地区的。继续分小股部落家庭南迁，一直进入到今天的南部区，甚至还要向南。
今天族、族和族住的地方过去是族住的，他们被驱逐或者被同化。在西北方他们受到的骚扰。从约1840年开始他们和族进行了两次战争。最后他们把驱逐出去了。不过一些族部落一直到1901还向进贡。这里的一些其它小族是此后到达的。

### 欧洲人来到
族迁徙的时候也正好是欧洲人在喀麦隆滨海进行奴隶买卖最厉害的时候。族成为这个贸易内地部落与滨海的中间人。他们用萨纳加河把奴隶运往海岸交换成欧洲来的货物。1827年英国禁止奴隶买卖后这里依然保持了一定程度的奴隶交易，但是最主要的交易转换成其它货物的交易了。族也在这个交易中充当中间人取利。
在这段时间里崇真会在今天的中部区设立了一个传教所，开始了这个地区的基督教化过程。

### 德国统治
1884年德国占领喀麦隆，三年后第一批白人在德国总督的命令下移入今天的中部区来考察族的领地。随后白人开始在喀麦隆南部开设了大量的农庄。1905年可可被引入后成为当地的主要作物。由于族丧失了他们有利的贸易中间人作用他们于1895年起义反抗，但是次年被镇压。后来其它部落也进行过起义。1907年德国人试图把他们的合作人查尔斯·阿坦嘎纳设立为所有族的总酋长而导致了族第二次起义。
德国对这个地区带来了一些改进，其中包括从900年开始修造从海滨屈枉内地的公路。1913年第一次有人开车远程，从克里比开到雅温得，共280千米，这次旅行一共用了11小时。德国人也把铁路带到了这个地区。从1909年开始他们修建从杜阿拉通往雅温得的铁路。但是随着第一次世界大战的爆发所有的建筑工程都停止了。德国人把殖民地的首府从布埃亚迁到雅温得。今天一些中部区的大城市都是过去德国人的据点，其中包括雅温得（1889年建立）和姆巴尔马约。
1901年一个德国修道院在雅温得设立了一个天主教传教所和学校。1907年其它类似的设施被设立。1909年新教也随之而到。

### 法国统治
1916年第一次世界大战中法国开始获得对中部区的控制。他们把喀麦隆分成数个区，今天的中部区分了三个区。
法国对当地的统治基本上延续了德国的政策。比如他们延续了德国的庄园，并大规模地扩展庄园设施。1947年法国设立了烟草发展公司，1964年在姆邦乔克设立甘蔗庄园。当时姆邦乔克还不存在，它是通过法国甘蔗成长的。法国也追随德国人的传统，在传统当地统治者不合作或者没有当地传统统治者的情况下设立傀儡酋长。1933年12月27日他们还在雅温得开办学校专门教育和培养酋长的子孙。
法国对当地也进行了大量发展。尤其雅温得成为了一个真正的首府。他们在雅温得建造了巨大的华丽的政府建筑，包括总督大厦。1927年从杜阿拉通往雅温得的铁路竣工。1939年通往杜阿拉和贝尔图阿的主公路被扩展。雅温得还建造了一座国际机场。在教育方面，1925年建立了护士学校，1939年高级小学在雅温得启用。
由于基础设施的改善更多的传教组织进入这个地区。基督復臨安息日會在楠加埃博科和雅温得设立中心，今天这个地区依然有许多基督復臨安息日會的信徒。1927年天主教会在雅温得设立了一个大牧师培训所。

#### 政治发展
雅温得不但成为政府中心，同时也成为殖民地的政治中心。1956年法国授予其所有西非殖民地自主权后许多喀麦隆最早的政党在那里出现。其中最大的是喀麦隆联邦和喀麦隆民主党。大多数这些党派支持独立。
首府当然也是早期政治示威的地方。比如殖民地最有名的政党喀麦隆人民联盟因为抗议通货膨胀在雅温得罢市，因此被政府宣布非法。这个事件在雅温得导致多次支持和反对该党的人发生冲突，甚至一直到1960年独立后。

### 独立后
在喀麦隆首位总统时期国家被分为七个省，今天的中部区和南部区当时是合并在一起的。1983年8月22日喀麦隆的第二任总统把这两个省分开。一号国道也是当时建造的，目的是更好地把国家的南北联合到一起。从966年开始其它公路也开始铺设。
教育也有改进。1962年雅温得大学建立，当时有7500名学生。1973年和1980年大批学生抗议学生太拥挤后大学设施疏散，在喀麦隆其它地区也开始开设大学。